# Raiponce (plante)
Phyteuma
Pour les articles homonymes, voir Raiponce.
Genre
Classification phylogénétique
Les raiponces sont des plantes herbacées vivaces du genre Phyteuma appartenant à la famille des Campanulacées.
Ce sont des plantes aux feuilles cordiformes ou lancéolées, les basales pétiolées, aux tiges non ramifiées, portant une inflorescence en épi dense ou en tête globuleuse au-dessus d'une collerette de bractées. Les fleurs sont petites, en partie tubulaires, aux étamines libres.
Le genre comprend environ 45 espèces principalement en Europe et dans l'ouest de l'Asie.

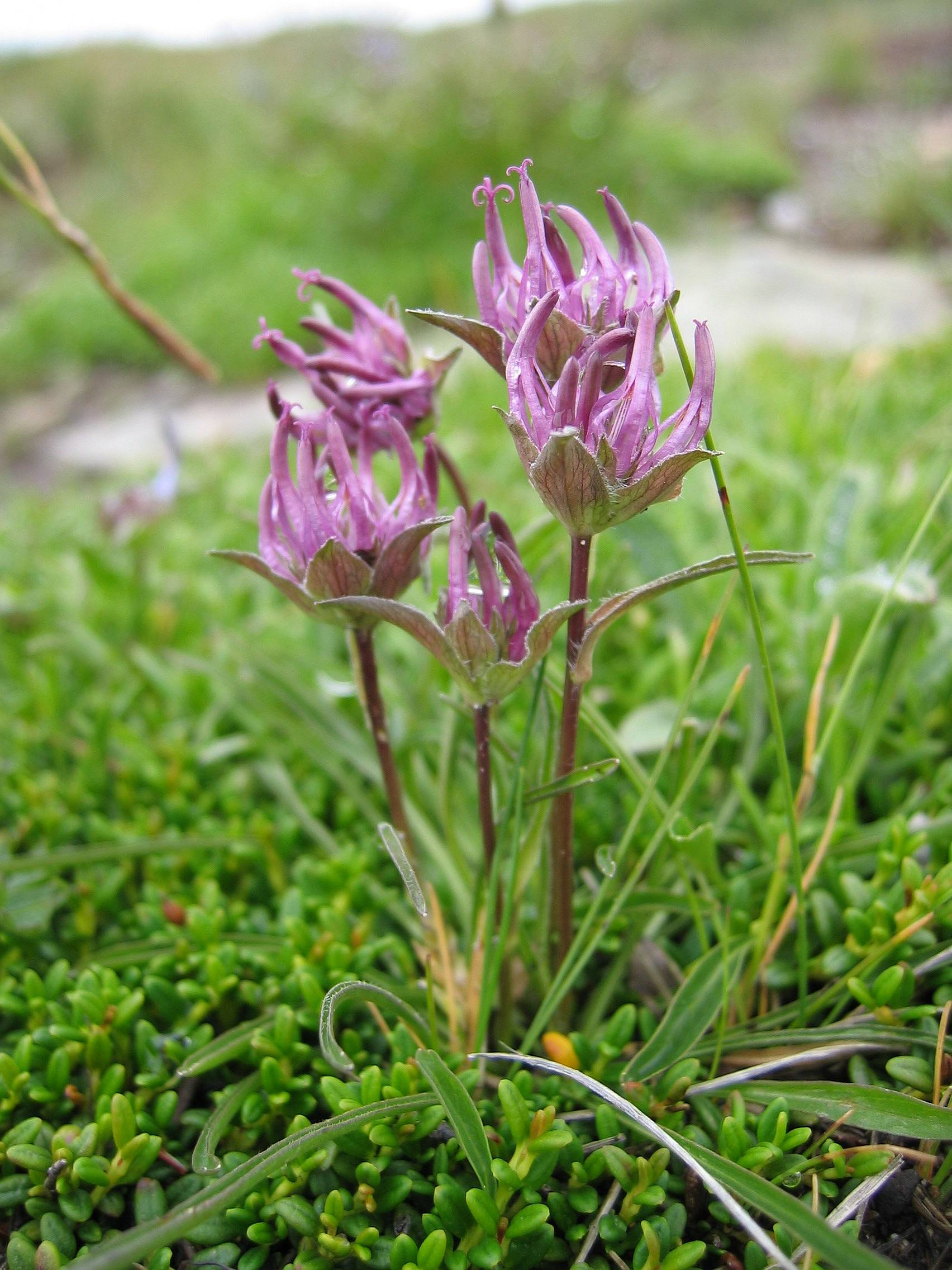
Phyteuma confusum
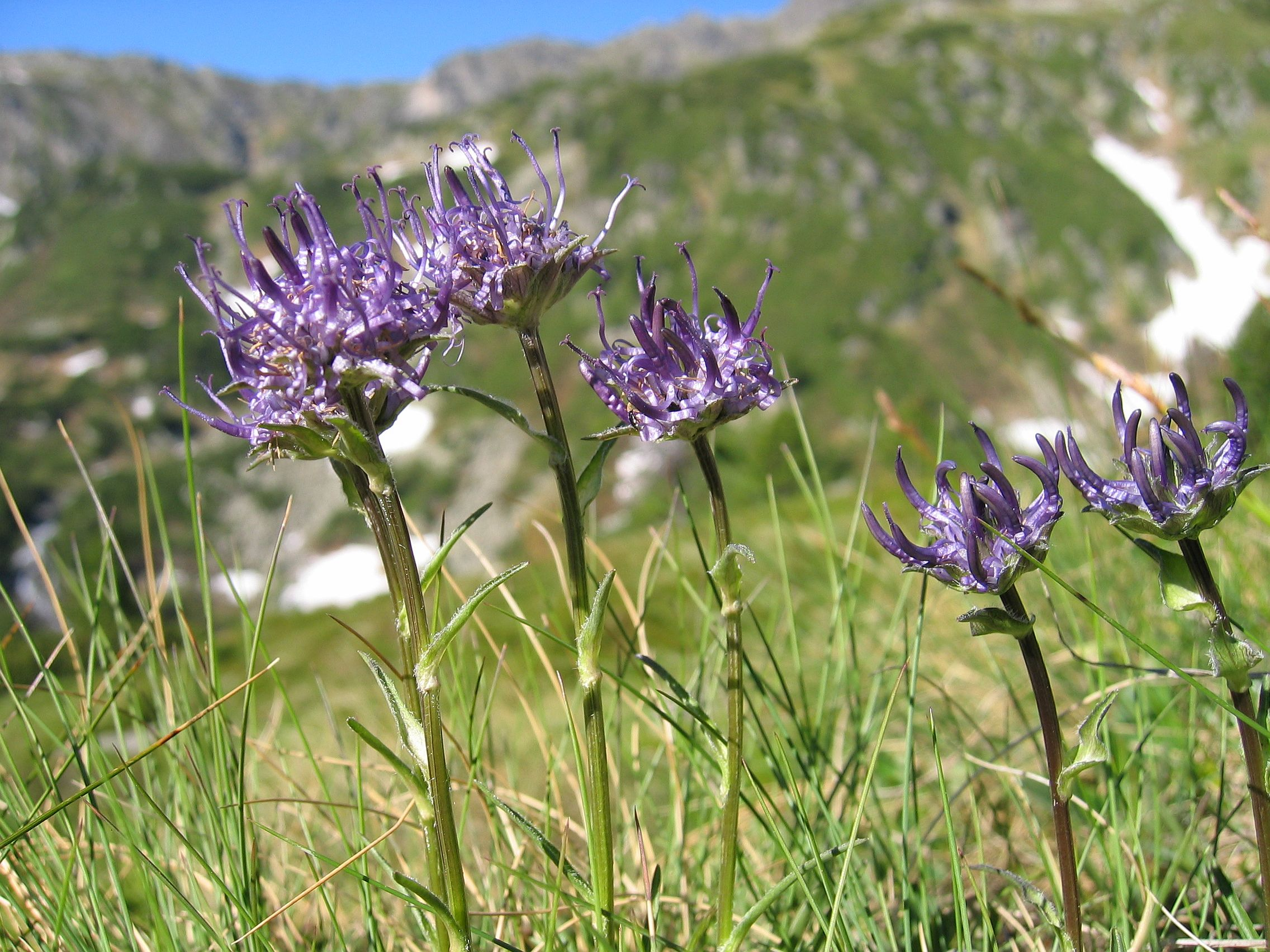
Phyteuma hemisphaericum
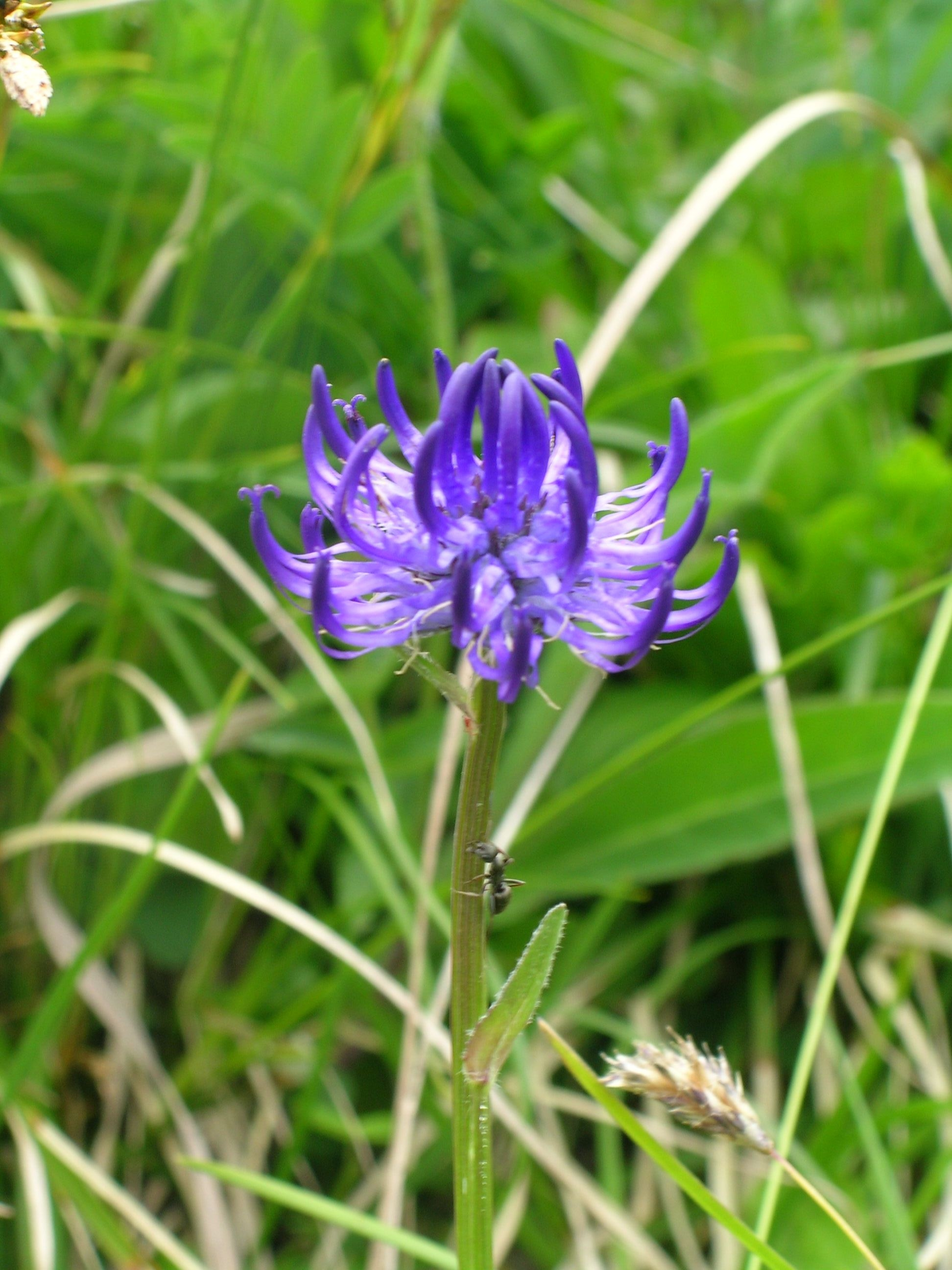
Phyteuma orbiculare

## Principales espèces
- Flore européenne
  - Phyteuma betonicifolium - Raiponce à feuilles de bétoine
  - Phyteuma charmelii - Raiponce de Charmeil
  - Phyteuma confusum
  - Phyteuma cordatum - Raiponce en cœur
  - Phyteuma gallicum - Raiponce de France
  - Phyteuma globulariifolium Sternb. & Hoppe - Raiponce à feuilles de globulaire
    - Phyteuma globulariifolium subsp. pedemontanum (R.Schulz) Bech., 1956 - Raiponce du Piémont

  - Phyteuma hedraianthifolium - Raiponce à feuilles d’edréanthe
  - Phyteuma hemisphaericum - Raiponce hémisphérique
  - Phyteuma humile - Raiponce naine
  - Phyteuma michelii - Raiponce de Micheli
  - Phyteuma nigrum - Raiponce noire
  - Phyteuma orbiculare - Raiponce orbiculaire
  - Phyteuma ovatum - Raiponce ovoïde
  - Phyteuma pseudorbiculare
  - Phyteuma pyrenaicum - Raiponce des Pyrénées
  - Phyteuma rupicola - Raiponce des rochers
  - Phyteuma scheuchzeri - Raiponce de Scheuchzer
  - Phyteuma scorzonerifolium - Raiponce à feuilles de scorzonère
  - Phyteuma serratum
  - Phyteuma sieberi - Raiponce de Sieber
  - Phyteuma spicatum - Raiponce en épi ou « Raiponce salade », « Raiponce des bois »
  - Phyteuma tetramerum
  - Phyteuma vagneri
  - Phyteuma zahlbruckneri

## Calendrier républicain
La raiponce voit son nom attribué au 1er jour du mois de frimaire du calendrier républicain ou révolutionnaire français, généralement chaque 21 novembre du calendrier grégorien.